# 남쪽 (1983년 영화)
《남쪽》(El Sur, The South)은 프랑스에서 제작된 빅토르 에리세 감독의 1982년 드라마, 멜로/로맨스 영화이다. 오메론 안토누티 등이 주연으로 출연하였고 일라이어스 퀘레헤타 등이 제작에 참여하였다.

## 출연

### 주연
- 오메론 안토누티

### 조연
- 이시아 볼레인
- 로라 카르도나
- 라파엘라 아파리시오
- 오로르 클레망

## 기타
- 의상: 마이키 마린